# Luca Della Bianca
Luca Della Bianca (Udine, 4 novembre 1965) è un attore teatrale e scrittore italiano.

## Biografia
Formatosi presso l'Accademia Nazionale d'Arte Drammatica "Silvio D'Amico" di Roma e alla Guildhall School of Music and Drama di Londra, ha recitato sotto la direzione di Michail Butkievic (il pedagogo di Anatoly Vasiliev), Peter Clough, Mario Ferrero, Walter Pagliaro (Emone in Antigone), Andrea Camilleri (Il trucco e l'anima), Lorenzo Salveti (Frate Lorenzo in Romeo e Giulietta), Giancarlo Cobelli, Luca Ronconi (Gli ultimi giorni dell'umanità, La pazza di Chaillot), Giorgio Marini (Riunione di famiglia), Maurizio Scaparro (Lorenzaccio), Gigi Dall'Aglio (L'idiota), Giuseppe Rocca, Idalberto Fei e di altri registi.
Ha partecipato a sei edizioni del Mittelfest (dal 1996 al 2001), recitando in tutti e dodici gli spettacoli della Sezione Poesia.
Uno degli ambiti più produttivi è stato quello legato a Radiorai in particolare con le letture integrali, con i cosiddetti "originali radiofonici" per i quali ha svolto diversi ruoli da protagonista (Sinfonia barocca, Bounty, Candido, Il grande Gatsby, Benito Cereno) e coprotagonista (Il padiglione orientale) e con trasmissioni come La storia in giallo.
È stato protagonista, assieme a Mariano Rigillo, dell'originale radiofonico Il quarto re mago, di Idalberto Fei, trasmesso da Radio Vaticana e diventato anche un audiobook intitolato Lo scandalo del quarto re magio, Avagliano Editore.
Ha recitato in una quarantina di film pubblicitari, diretto da Gabriele Salvatores, Marco Risi, Errol Morris, Luca Lucini, Xavier Blanco e da altri registi di fama internazionale.
Ha preso parte a I giorni delle Metamorfosi, su testi di Ovidio, un nuovo modo di visitare il Museo di Palazzo Venezia a Roma, e ha condotto, per l'Università di Siena, una serie di letture pubbliche del Faust di Goethe e della Gerusalemme liberata di Torquato Tasso.
È tra gli attori che ha letto l'Odissea, nella traduzione di Emilio Villa, a cura di Elsa Agalbato, edita in versione integrale su CD.
Sua la voce narrante nel film documentario Segni particolari: nessuno di Paolo Comuzzi sul poeta Federico Tavan, pubblicato in DVD, e nella favola in musica L'Arco Magico del Maestro Giovanni Guaccero pubblicata su CD.
È stato la voce recitante in I Risorgimenti Sconcertanti, quattro composizioni di Ada Gentile, Lucio Gregoretti, Fabrizio De Rossi Re e Giovanni Guaccero su testi di Giorgio Somalvico, presentato al quarantottesimo festival di Nuova Consonanza.
Nel 2013 la LA Case Books ha pubblicato due suoi microdrammi radiofonici in formato audiobook liberamente ispirati a due racconti di Ambrose Bierce, Gli altri pensionanti e Il rampicante.
Avendo conseguito un master biennale in Traduzione audiovisiva, audiodescrizione, localizzazione, sottotitolazione e doppiaggio presso l'Instituto Superior de Estudios Lingüísticos y Traducción (ISTRAD]) di Siviglia, si occupa dell'accessibilità dei programmi della RAI per persone con disabilità visive e ha audiodescritto diverse migliaia di minuti di film e serie televisive.
Ha audiodescritto le 88 tavole del Dante Historiato di Federico Zuccari per la mostra virtuale "A riveder le stelle" della Galleria degli Uffizi in collaborazione con Rai Pubblica Utilità.

## Filmografia
- La romana, regia di Giuseppe Patroni Griffi - miniserie TV (1988)
- La guerra è finita, regia di Lodovico Gasparini - miniserie TV (2002)
- Io e mio figlio - Nuove storie per il commissario Vivaldi, regia di Luciano Odorisio - episodio 1x05 (2010)
- Non è mai troppo tardi, regia di Giacomo Campiotti - miniserie TV (2014)
- L'incredibile storia dell'Isola delle Rose, regia di Sydney Sibilia (2020)
- Io ti cercherò, regia di Gianluca Maria Tavarelli - serie TV, episodio 1x01 (2020)
- Speravo de morì prima, regia di Luca Ribuoli - miniserie TV, episodio 4 (2021)
- La quattordicesima domenica del tempo ordinario, regia di Pupi Avati (2023)
- Ripley, regia di Steven Zaillian - miniserie TV (2024)

## Doppiaggio

### Videogiochi
- Xander in Knack II (2017)[10]
- Phanos in Assassin's Creed: Origins (2017)[11]

## Libri
- 2003, Manuale di caffeomanzia, Hermes Edizioni, Roma
- 2004, Hocus Pocus, Hermes Edizioni, Roma (rist. 2005)
- 2005, La noce del Brasile, Hermes Edizioni, Roma
- 2011, Prefazione a La setta degli Assassini di Haha Lung, Edizioni Mediterranee, Roma
- 2013, Gli altri pensionanti, LA Case Books, Los Angeles
- 2013, Il rampicante, LA Case Books, Los Angeles
- 2017, Dimmi che piede hai e ti dirò chi sei, Hermes Edizioni, Roma